# 上海市杨浦区杨浦小学
上海市杨浦区杨浦小学是位於中華人民共和國上海市楊浦區的一所小學。

## 歷史
1958年，上海市第二师范学校附属小学建校。文革期间，由於上海市第二师范学校停办，學校更名为杨浦区第四中心小学。1988年，由於上海市第二师范学校重建，學校恢复原名。1999年9月，學校併入新建的杨浦小学，學校繼續定名為杨浦小学。
2006年3月6日，杨浦小学教育集团成立，同時新的上海市第二师范学校附属小学建校。杨浦小学教育集团的成員有杨浦小学、上海市第二师范学校附属小学、上海市民办阳浦小学、上海市杨浦小学分校。